# Alfred-Louis Bahuet
Alfred-Louis Bahuet né à Paris (5e arrondissement) le 20 juin 1862 et mort à Saint-Maurice le 23 octobre 1910 est un peintre, graveur et lithographe français.

## Biographie
Lors de sa formation, Alfred-Louis Bahuet habite rue du Montparnasse à Paris. Il est élève d'Ernest Hébert (1817-1908) et de Luc-Olivier Merson (1846-1920), et apprend la gravure auprès d'Achille Sirouy (1834-1904) et de Théophile-Narcisse Chauvel (1831-1909). En 1886, il participe à l'Exposition internationale de blanc et noir où il obtient une médaille de bronze dans la 3e section Gravures.
Il est l'un des membres fondateurs de la Société des artistes lithographes français.
Il meurt le 23 octobre 1910 à Saint-Maurice.

## Œuvres

### Estampes

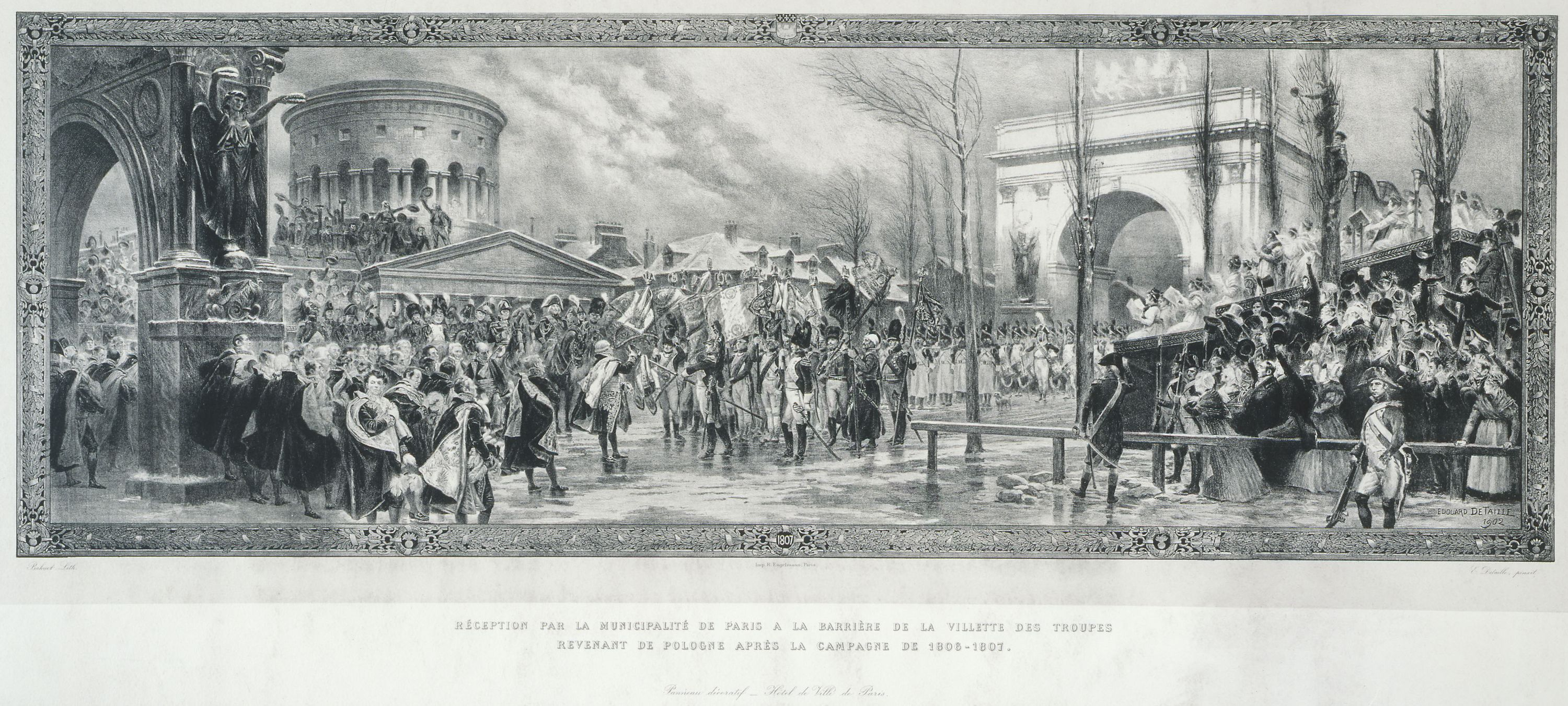
Réception à la municipalité de Paris à la barrière de la Villette des troupes revenant de Pologne après la campagne de 1806-1807 (ap. 1902, musée Carnavalet).

- Environ de Harlem, 1898, lithographie[4].
- Nieuwandam, 1899, lithographie[4].
- Réception à la municipalité de Paris à la barrière de la Villette des troupes revenant de Pologne après la campagne de 1806-1807, lithographie (ap. 1902)
- La Captive, d'après Gustave Boulanger[5].

### Œuvres dans les collections publiques
- Canada

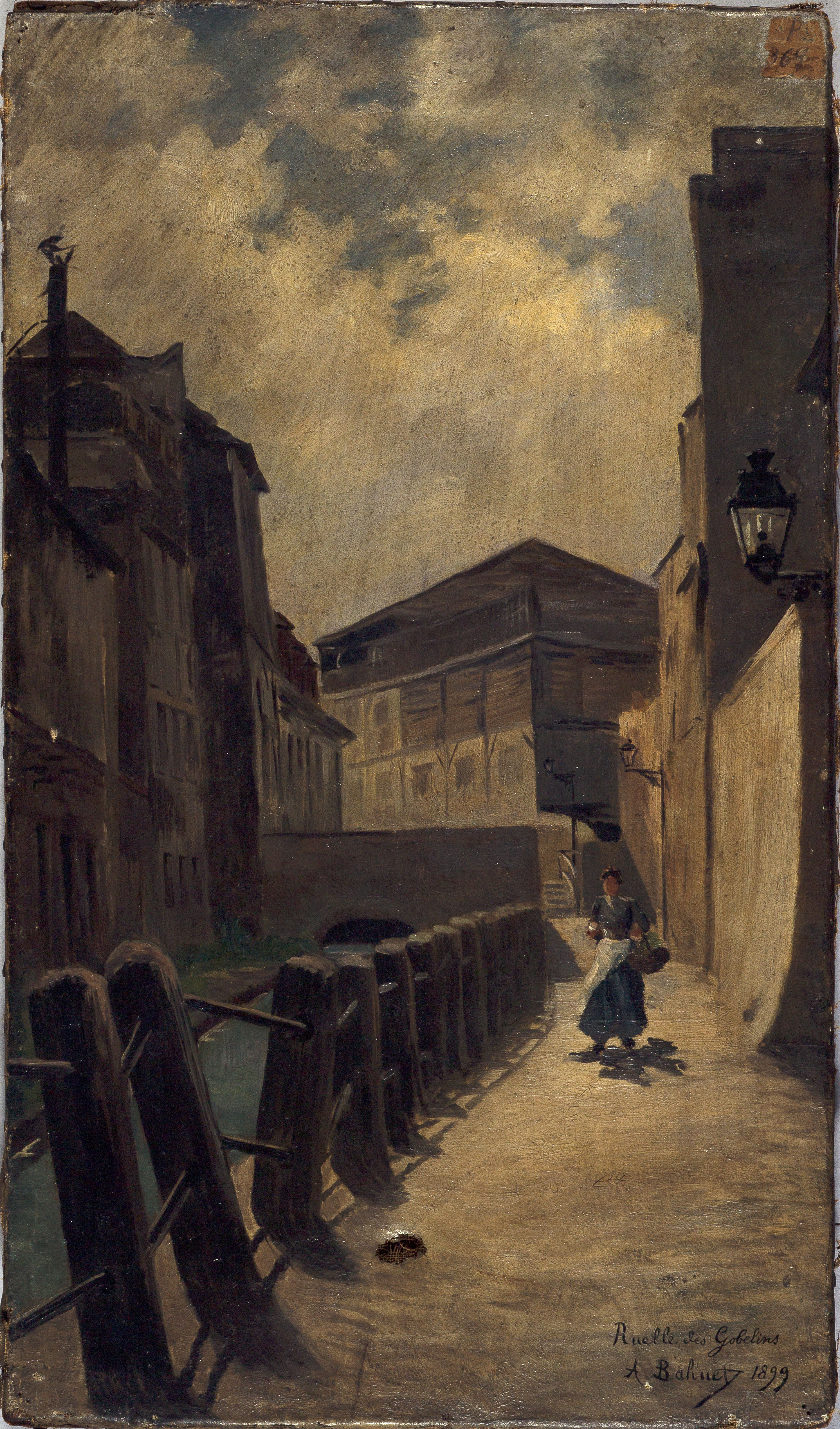
La Bièvre, ruelle des Gobelins (1899)

  - Ottawa, Musée des beaux-arts du Canada : Juan Prim faisant son entrée dans Madrid.

- France
  - Paris :
    - musée Carnavalet :
      - Usine Mariotte, peinture ;
      - La Bièvre rue Croulebarbe, huile sur toile, 1885.

  - Grenoble, musée de Grenoble : Ismaël, cinq lithographies, d'après Lazin.
    - Petit Palais[6] :
      - Rembrandt âgé, lithographie, 56 × 45cm ;
      - Rembrandt âgé, lithographie, 62 × 48cm ;
      - Faust au Sabbat, 1901, lithographie, d'après François-Nicolas Chifflart, 29 × 81cm ;
      - Faust au combat, 1902, lithographie, d'après François-Nicolas Chifflart, 29 × 81cm.

## Salons et expositions
- Salon de 1884[7].
- Exposition internationale de blanc et noir de 1885; 1886[5].
- Salon des artistes français.

## Récompenses
- Mention honorable au Salon de 1884[7].
- Médaille de bronze, à l'Exposition internationale de blanc et noir de 1886.
- Médaille de 3e classe au Salon en 1887 et une bourse de voyage.
- Médaille d'honneur à l'Exposition universelle de 1889.
- Médaille d'honneur au Salon en 1894.
- Médaille d'honneur à l'Exposition universelle de 1900.